# Уилсон, Мэри Луиза
Мэри Луиза Уилсон (англ. Mary Louise Wilson; род. 12 ноября 1931) — американская актриса и певица, добившаяся наибольшего успеха благодаря выступлениям на бродвейской сцене. Уилсон выиграла премию «Тони» за лучшую женскую роль второго плана в мюзикле в 2007 году, за выступление в «Серые сады». Также она номинировалась на «Тони» за роль в «Кабаре» (1998) и получила «Драма Деск» за своё шоу одной женщины Full Gallop в 1996 году.
Уилсон родилась и выросла в Нью-Хейвене, штат Коннектикут, и дебютировала на Бродвее в мюзикле 1963 года Hot Spot. С тех пор она появилась во многих других постановках, как бродвейских, так и офф-бродвейских. Также Уилсон периодически работала на телевидении, имея регулярную роль во втором сезоне ситкома CBS «Однажды за один раз» (1976—1977), и дневных мыльных операх «Любовники и друзья» (1977—1978) и «Все мои дети» (1999—2001). Также она появилась в «Мод», «Лу Грант», «Полиция Нью-Йорка», «Фрейзер», «Клан Сопрано», «Луи», «Сестра Джеки», «Коварные горничные» и «Моцарт в джунглях».
Уилсон в разные годы появилась в кинофильмах «Клют» (1971), «Король цыган» (1978), «Зелиг» (1983), «Долговая яма» (1986), «Кладбище домашних животных» (1989), «Вид на жительство» (1990), «Мачеха» (1998) и «Небраска» (2013).

## Избранная фильмография
| Год  |   | Русское название           | Оригинальное название | Роль         |
| ---- | - | -------------------------- | --------------------- | ------------ |
| 1989 | ф | Кладбище домашних животных | Pet Sematary          | Дори Голдман |